# Абель, Энни Элоиза
Энни Элоиза Абель (англ. Annie Heloise Abel; в замужестве ― Абель-Хендерсон, англ. Abel-Henderson; 18 февраля 1873 ― 14 марта ― 1947) ― американский историк.

## Биография
Энни Элоиза Абель стала одной из первых тридцати женщин в США, которые были удостоены докторской степени в области истории. Одна из самых талантливых историков своего времени, она была признанным экспертом по теме истории британской и американской политики в отношении коренных народов. По выражению историка Джеймса Андерсона, «она была первым академическим исследователем в США, который занимался проблемой отношениями между белыми и индейцами, и хотя подходила она к ней только с политической стороны и метод её исследования основывался исключительно на рассмотрении архивных данных, в данной области она была первопроходцем». В качестве наиболее важной среди прочих её работ историки выделяют The Slave Holding Indians. Абель изучала британскую политику в отношении туземного населения на протяжении всей территории Британской империи, а не только в Новом Свете.
Абель была удостоена премии Джастин Уинсора от Американской исторической ассоциации в 1906 году за свой труд History of Events Resulting in Indian Consolidation West of the Mississippi River.
Вышла замуж за Джорджа Кокберна Хендерсона, австралийского историка, в октябре 1922 года в Аделаиде, Австралия. Хендерсон был госпитализирован в 1923 году и Энни вернулась в Соединённые Штаты. Брак затем был расторгнут. Абель продолжала свою работу, побывала в Канаде и Англии, после чего вернулась в Абердин в 1930-х годах.

## Сочинения
- Магистерская диссертация: Indian Reservations in Kansas and the Extinguishment of their Title (англ.).
- Докторская диссертация: The History of Events Resulting in Indian Consolidation West of the Mississippi River (англ.).
- The American Indian in the Civil War, 1862-1865 (англ.).
- The American Indian and the End of the Confederacy, 1863-1866 (англ.).